# Steinkugeln von Costa Rica

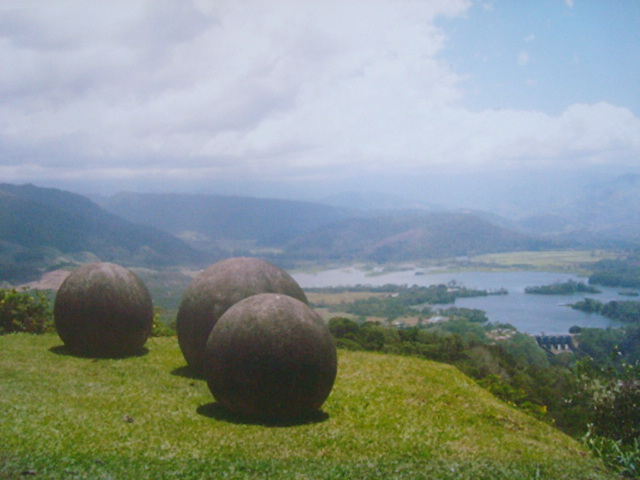
Steinkugeln im Tal des Río Térraba

Die mehr als 350 Steinkugeln von Costa Rica sind präkolumbianische Artefakte. Sie gehören zu den imposantesten archäologischen Relikten auf dem amerikanischen Kontinent. Sie wurden im Jahr 2014 in die Liste des UNESCO-Weltkulturerbes aufgenommen.

## Beschreibung
Die meisten Kugeln bestehen aus Gabbro, einem Tiefengestein ähnlich Granit, etwa jeweils ein Dutzend hingegen sind aus Muschelkalk und Sandstein. Bei Durchmessern zwischen einigen Zentimetern und mehr als zwei Metern wiegen die schwersten Kugeln etwa 15 Tonnen.

## Fundorte
Es gibt viele Fundorte, die meisten im Diquís-Delta und auf der Insel Isla del Caño, weitere am Río Térraba und bei Golfito; alle genannten in der Provinz Puntarenas, die den südlichen und mittleren Teil der Pazifikseite Costa Ricas einnimmt. Aber auch 300 km weiter nördlich in Papagayo auf der Halbinsel Nicoya in der Provinz Guanacaste gab es vereinzelte Funde.

## Herstellung und Alter
Wie Bearbeitungsspuren erkennen lassen, wurden die Kugeln vermutlich durch Beschlagen und Schleifen mit Steinen hergestellt. Nahe der Kugeln hat man Zeugnisse aus präkolumbischer Zeit gefunden: bei manchen Keramik aus der Aguas-Buenas-Kultur (200 v. Chr. – 600 n. Chr.), bei anderen Skulpturen vom „Buenos-Aires-Polychrom-Typ“ aus der Zeit um 1000–1500 n. Chr. (gemeint ist Buenos Aires in der Provinz Puntarenas).
Als Hersteller der Kugeln vermutet man die Vorfahren der Boruca-Indianer.
Die Altersbestimmung von Steinbearbeitungen ist generell schwierig; hier kommt die Tatsache hinzu, dass die allermeisten Kugeln von ihrem Fundort entfernt wurden und nun beispielsweise auch private Gärten zieren. Als Bestimmungsmethode hat man nur die mittelbare Methode der Stratigraphie, also die Untersuchung von Ausgrabungsschichten auf menschengemachte Spuren. An ihnen kann man jedoch nur die „letzte Benutzung“ der Kugeln abschätzen, aber nicht deren Entstehungszeit – es sei denn, man fände Bearbeitungswerkzeuge, um deren Alterszuordnung vorzunehmen. Eine zeitliche Einordnung der Entstehung der Kugeln in die Zeit zwischen 600 und 1200 n. Chr. gilt jedoch heute als wahrscheinlich.

## Forschungsgeschichte
Entdeckt wurden die Steinkugeln sicher mehrfach; erhaltene Berichte gibt es aus dem 19. Jahrhundert. Die heutige Forschung nahm ihren Anfang in den 1930er Jahren, als die United Fruit Company den Dschungel rodete, um Bananenplantagen anzulegen. Arbeiter schoben die Kugeln mit Bulldozern beiseite und beschädigten sie. Als Gerüchte aufkamen, in ihrem Inneren verberge sich Gold, wurden einige sogar mit Dynamit gesprengt. Nachdem die Behörden einschritten, wurden ein paar wieder zusammengefügt und ins Nationalmuseum von Costa Rica gebracht.
Die erste wissenschaftliche Untersuchung wurde kurz danach unternommen von Doris Stone, der Tochter eines United-Fruit-Mitarbeiters. Durch ihre Veröffentlichung aus dem Jahr 1943 in der Zeitschrift American Antiquity wurde Samuel Lothrop vom Peabody Museum of Archaeology and Ethnology der Harvard University auf das Thema aufmerksam. Im Jahr 1948 traf das Ehepaar Lothrop auf einer Forschungsreise in Costa Rica auf Doris Stone, die persönliche Kontakte vermittelte und lohnende Grabungsorte im Diquís-Delta zeigte. Lothrops Forschungsergebnisse wurden im Jahr 1963 in Archaeology of the Diquís Delta, Costa Rica veröffentlicht.

## Galerie

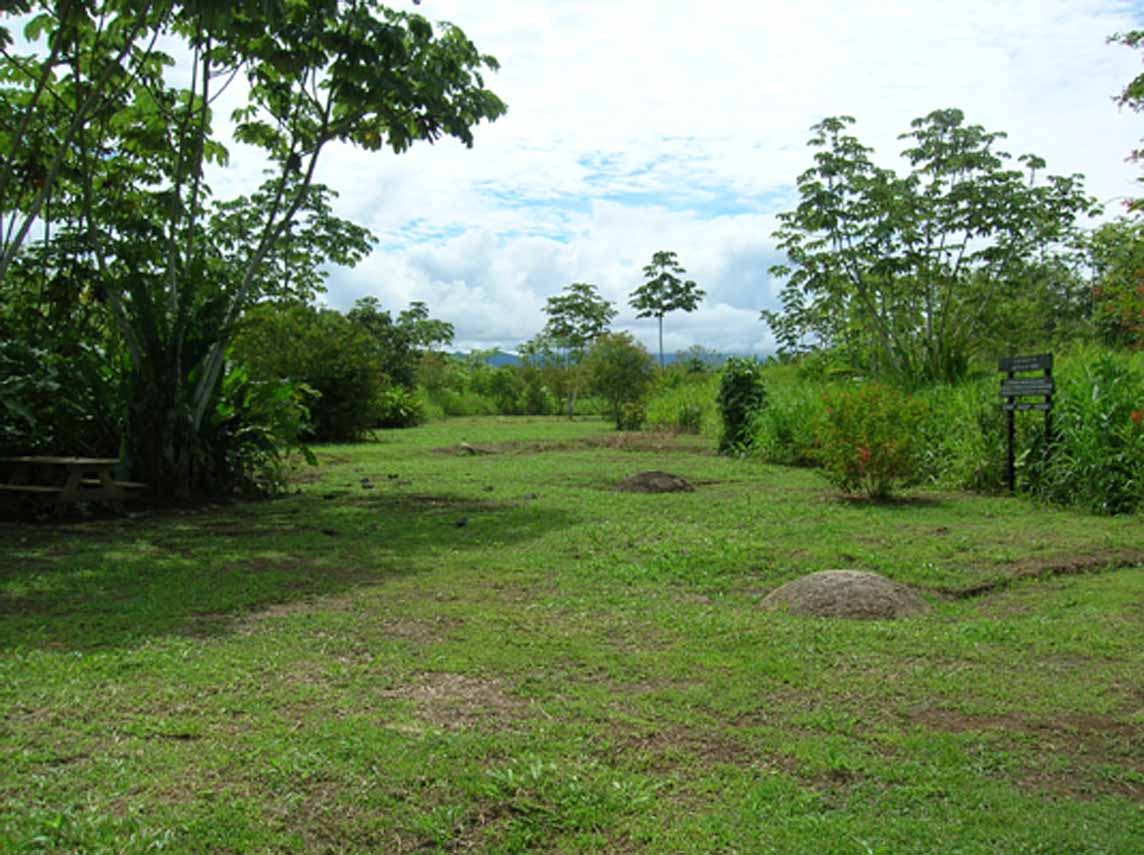
Steinkugeln noch unter der Oberfläche
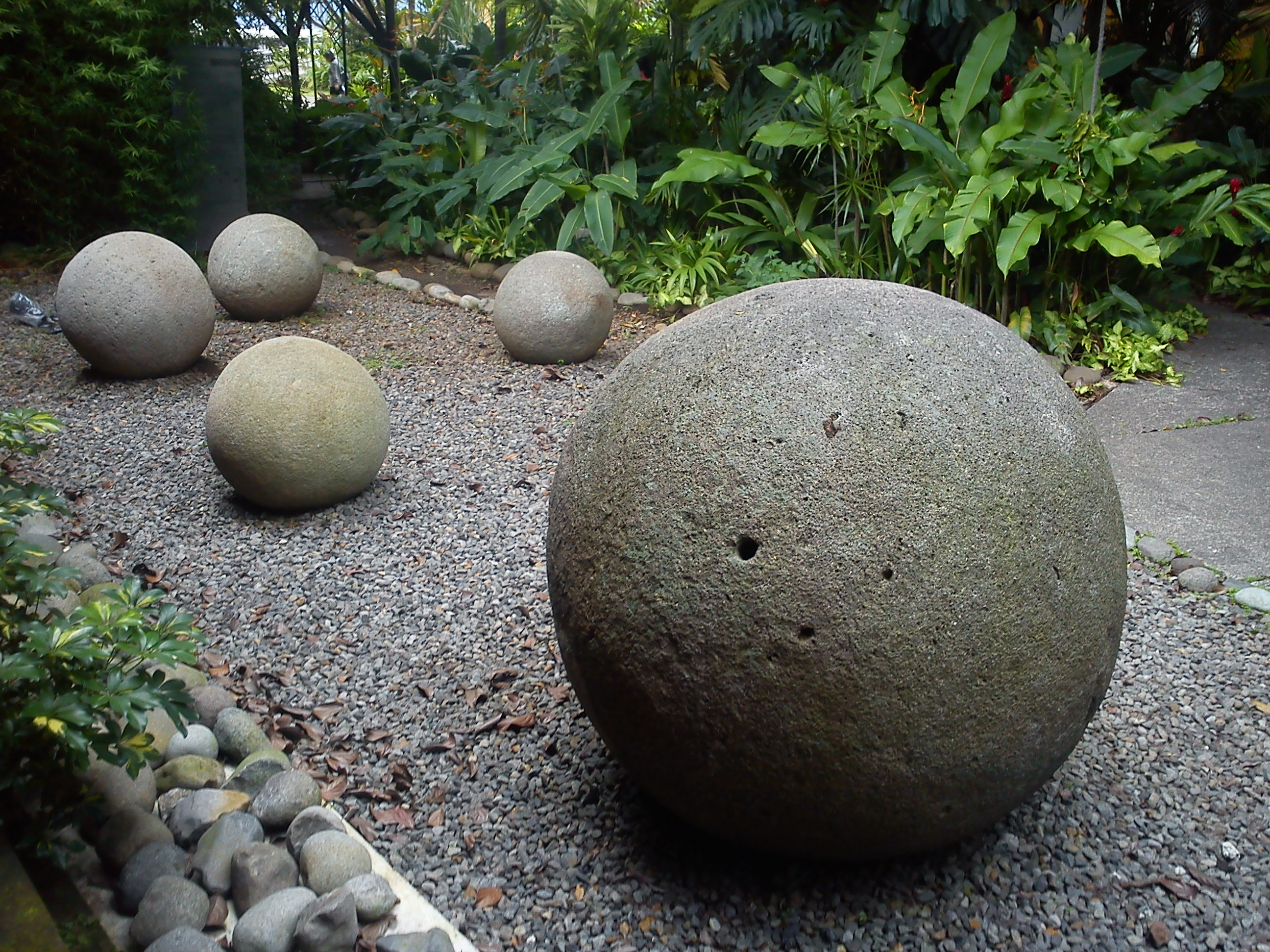
Arrangement von Steinkugeln im Garten des Nationalmuseums von Costa Rica
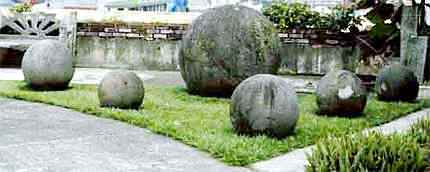
dto.
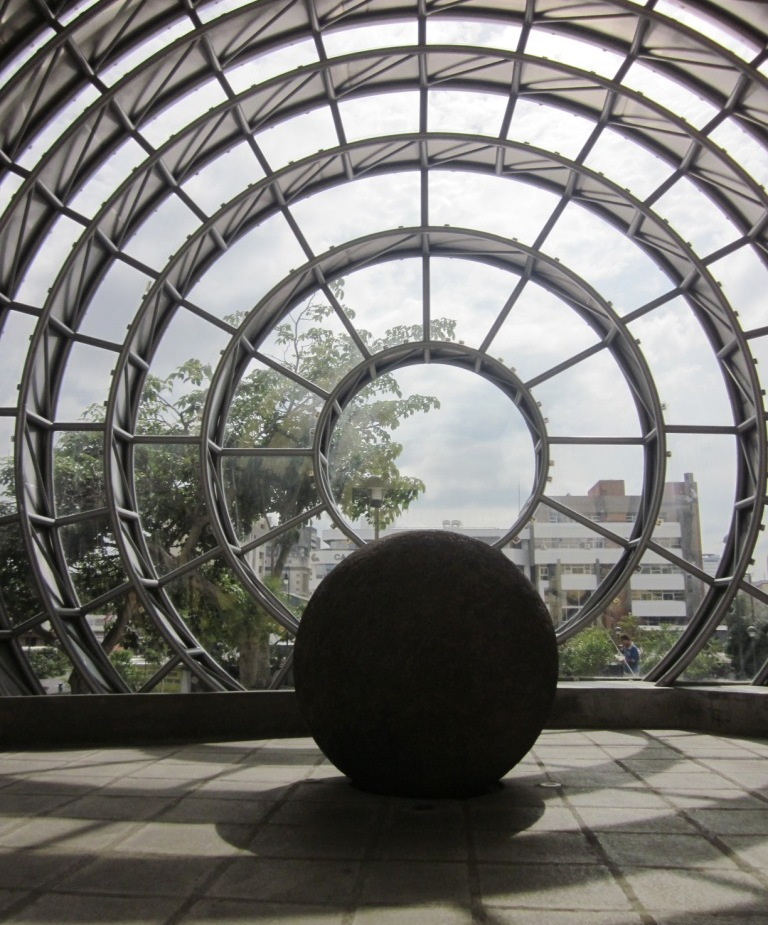
Steinkugel im Nationalmuseum von Costa Rica
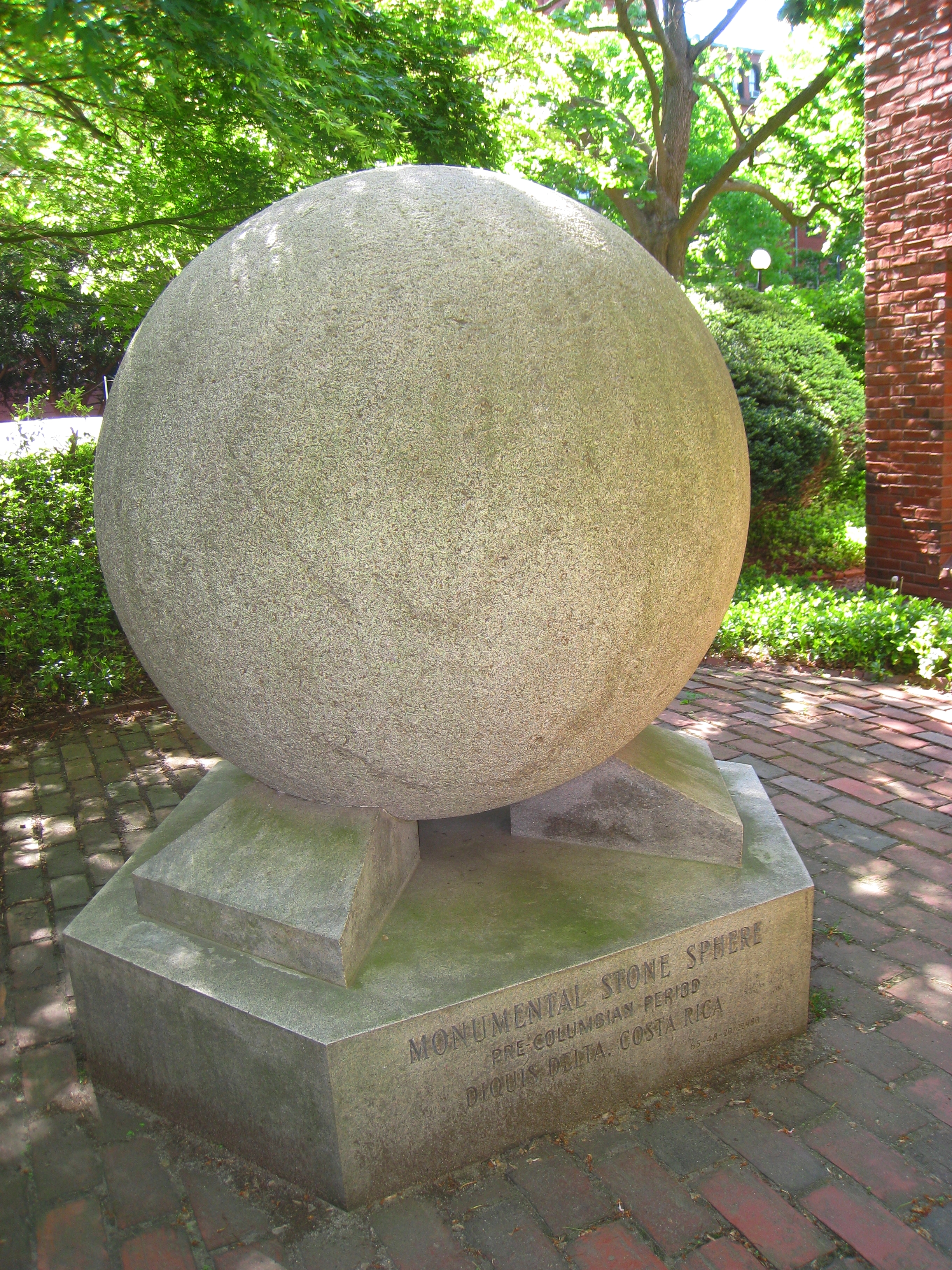
Steinkugel aus dem Diquís-Delta auf dem Gelände der Harvard University